# Meretseger (godin)
De godin Meretseger is een Egyptische godin uit Thebe die aanbeden werd door de arbeiders die de koningsgraven maakten.

## Mythologie
Meretseger was de godin van de piramidevormige piek in het hart van de Vallei der koningen in Westelijk Thebe in Egypte. Tegenwoordig wordt deze berg el-Qurn of de Hoorn genoemd; ze is 450 meter hoog. De berg heeft een vorm van een piramide en is mogelijk een verwijzing naar de traditionele piramides van het Oude en Middenrijk.
Soms werd Meretseger Djemet-Imentet ("de piek van het westen") genoemd naar haar plek van aanbidding, maar haar voornaamste naam was Meretseger ("Zij die houdt van stilte"). Een geschikte naam voor een godin van een eenzame en woeste regio zonder vaste bewoners, behalve de arbeiders die de tombes van de koningen maakten.
De godin werd beschouwd als gevaarlijk, maar ook als vergevend. Zij werd geassocieerd met Hathor.

## Verschijning
Meretseger werd meestal afgebeeld als opgerolde serpent, verheffende cobra of als een menselijke godin met een slangenkop of als een schorpioen met een vrouwelijk hoofd. Ze werd ook wel afgebeeld met koeienhoorns en zonneschijf. De slang en de schorpioen behoorden tot de weinige dieren die de woestijnachtige plek leefden en waren daarom geschikt als manifestaties van de godin.

## Aanbidding
Meretseger werd alleen aanbeden door de arbeiders van de koninklijke necropolis. De afbeeldingen en smeekbedes tot de godin zijn vastgesteld in het Nieuwe Rijk. Na het Nieuwe Rijk werd er nog maar weinig gewerkt in de necropolis en dus verdween de aanbidding van de godin.
Er zijn een hoop stèles teruggevonden in Thebe bij het arbeidersdorp Deir el-Medina. Een aantal van deze stèles smeken om de vergiffenis van de godin, er werd geloofd dat Meretseger zich zou wreken op hen die schuldig aan misdaden zijn door het zicht af te nemen of door te steken of te bijten. Maar de meesten vermelden over de vergiffenis van de godin en het herstel van de werklieden.

## Galerij

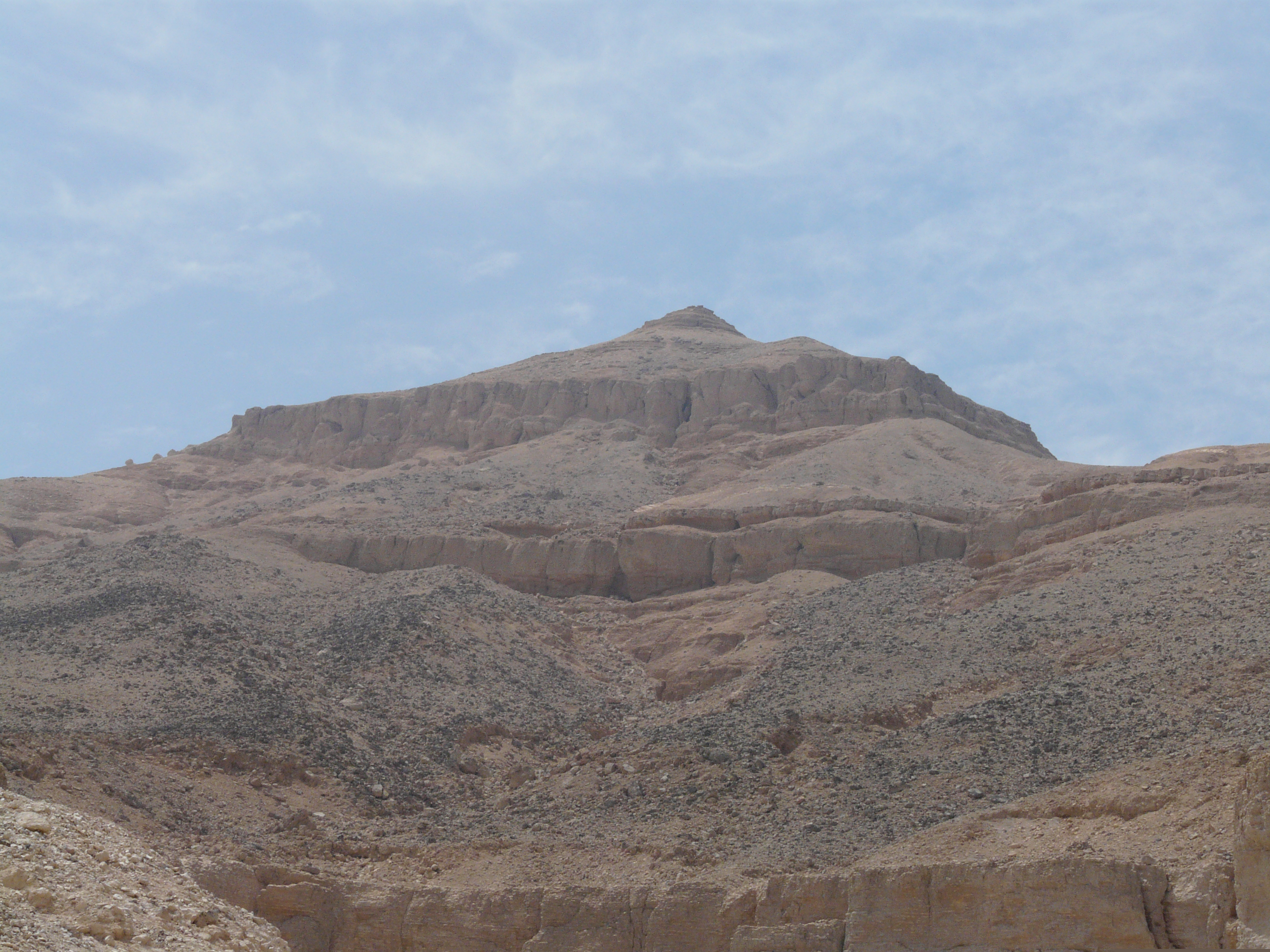
De berg Al-Qurna of El-Koerna
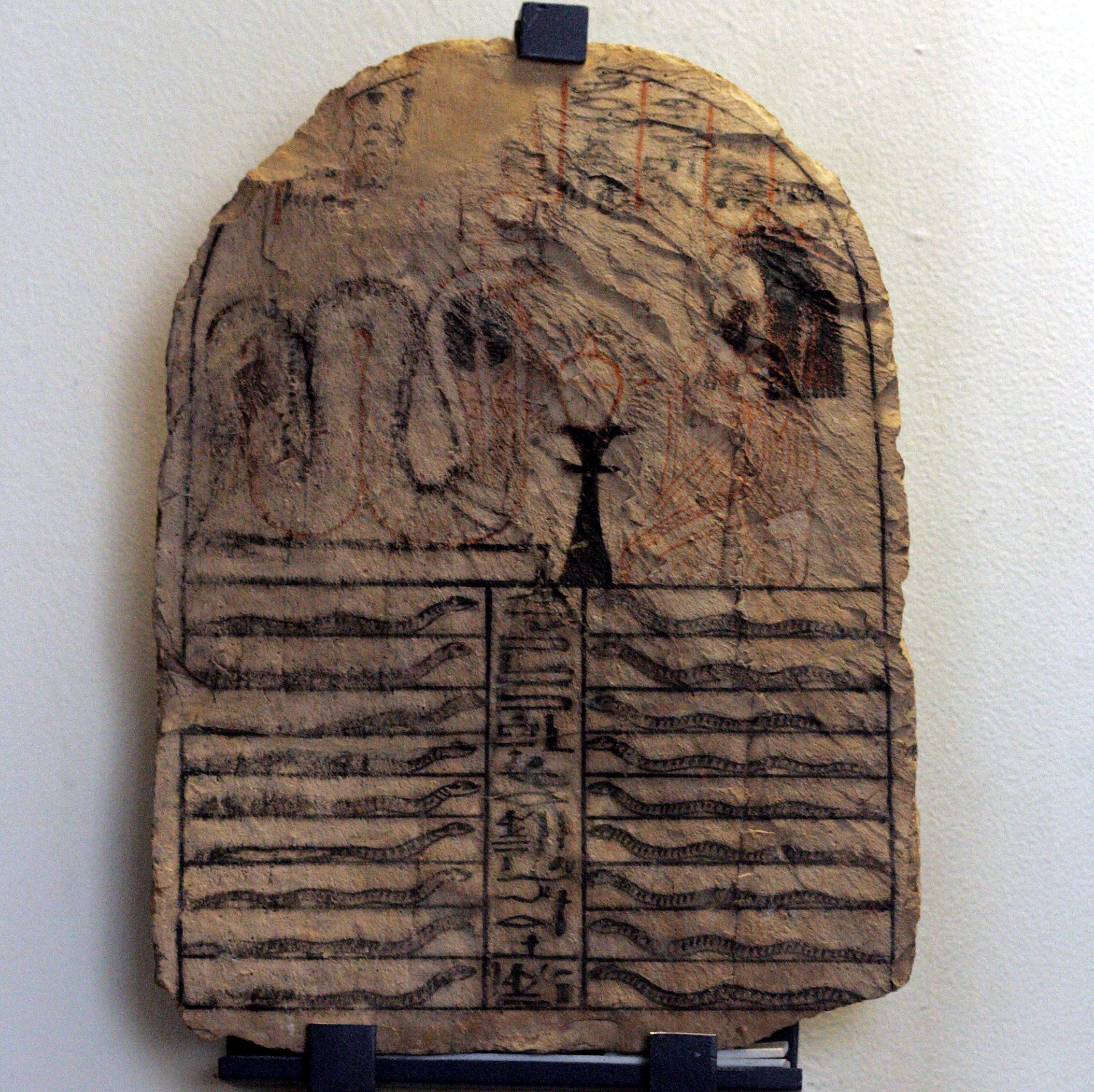
Stèle met Meretseger, Louvre
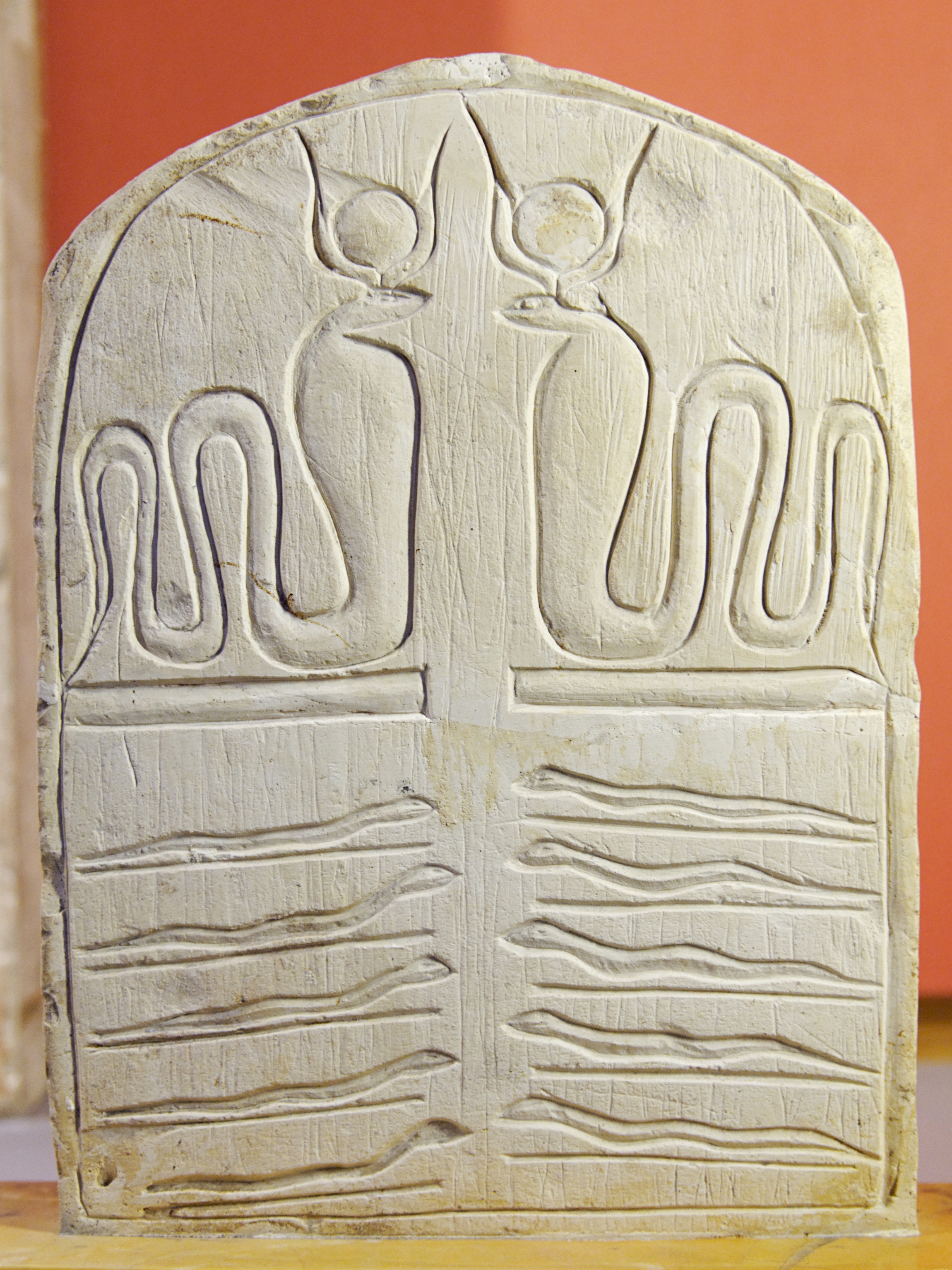
Stèle van Meretseger
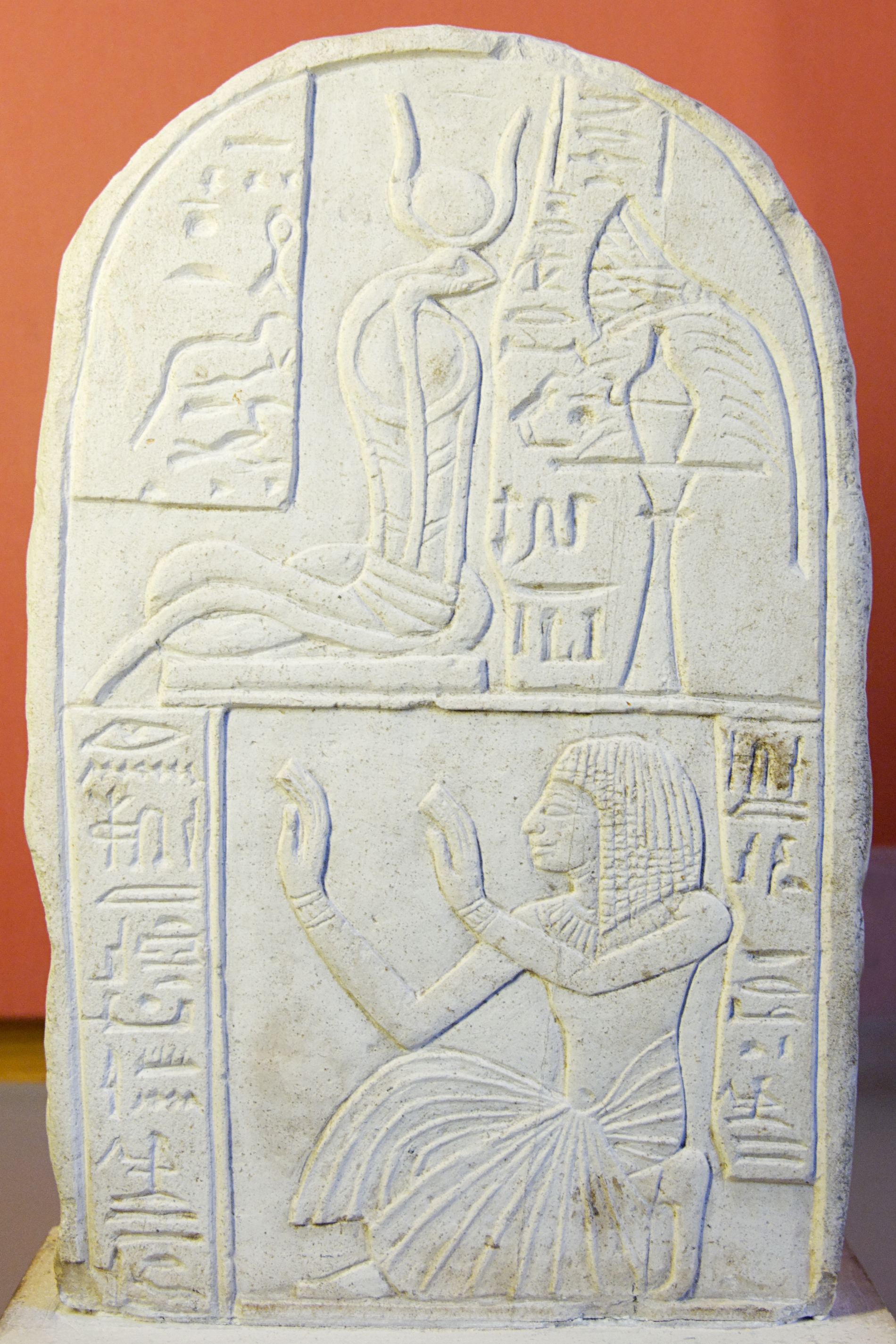
Stèle van Nachtmin

Aker · Amaoenet · Ammit · Amenhotep, zoon van Hapoe · Amon · Amon-Re · Amset · Anat · Andjeti · Anhoer · Anubis · Anoeket · Apedemak · Apepi · Apis · Arensnuphis · Astarte · Atoem · Aton · Baäl · Baälat · Bat · Banebdjedet · Bastet · Benben · Benoe · Bes · Buchis · Chentiamentioe · Chepri · Chons · Doeamoetef · Geb · Hapy (Nijlgod) · Hapy (zoon van Horus) · Harmachis · Harpocrates · Hathor · Hatmehyt · Heh en Hehet · Heka · Heket · Herisjef · Hesat · Horus · Hoe · Iaret · Imhotep · Ishtar · Isis · Isis-Sothis · Kebehsenoef · Kek · Chnoem · Maät · Mandulis · Mentoe · Meretseger · Mesechenet · Min · Miysis · Mnevis · Moet · Naoenet · Nechbet · Nechen en Pe · Nefertem · Neith · Nennoe · Nephthys · Noen · Noet · Osiris · Pachet · Ptah · Qetesh · Ra · Renenoetet · Renpit · Resjef · Satet · Sechmet · Selket · Serapis · Sesjat · Seth · Sjoe · Sobek · Sokaris · Sopdet · Ta-Bitjet · Tabh · Tatenen · Taweret · Tefnoet · Thoth · Wadjet · Wepwawet · Werethekaoe ·